# Christoph Völckner
Christoph Völckner (* 1622 in Leipzig; † 26. Juni 1698 in Freiroda) war ein deutscher Pfarrer in Freiroda bei Leipzig und Exorzist.

## Leben und Familie
Christoph Völckner wuchs in Großzschocher auf und verlor früh seinen Vater. Die Mutter heiratete Paul Böhme (1572–1643), den damaligen Pfarrer von Großzschocher, der Völckner wie sein leibliches Kind erzog und auch unterrichtete. Völckner studierte an der Universität Leipzig und besetzte am 18. Januar 1643 das Pfarramt in Freiroda. Im gleichen Jahr heiratete Völckner Maria Reich. Diese brachte insgesamt sechs Kinder zur Welt:
- Babara Sophie Völckner (* 5. Mai 1644 in Freiroda)
- Paul Jacob Völckner (* 7. Mai 1646 in Freiroda)
- Johann Christoph Völckner (* 19. November 1647 in Freiroda; † 27. August 1689), Amsactuarius in Zerbst
- Georg David Völckner (* 10. Juli 1650 in Freiroda)
- Anne Marie Völckner (* 20. März 1654 in Freiroda)
- Johann Friedrich Völckner (* 20. Dezember 1657 in Freiroda)

Völckner führte das Amt des Pfarrers in Freiroda über 55 Jahre bis zu seinem Tod aus. Sein Nachfolger war der aus Delitzsch stammende Gottfried Reinisch.

## Ankläger im Hexenprozess
1660 beantragte Völckner an der Leipziger Fakultät einen Hexenprozess gegen Sybille Thebeß. Die Freirodaerin war Tochter eines Feldschers und konnte sich dadurch medizinisches Wissen aneignen. Sybille Thebeß soll laut Zeugenaussagen erfolgreich bei der Behandlung von Lähmungen und offenen Wunden gewesen sein. Diese Heilerfolge schürten Gerüchte in der Kirchengemeinde. Ihr zehnjähriges Patenkind Susanna Lose litt an elliptischen Anfällen und Völckner machte Sybille Thebeß dafür verantwortlich, weil das Brot und Fleisch, welches sie dem Kind zu essen gab, angeblich vom Satan sei. Hinzu kam, dass Sybille Thebeß sehr viel in der benachbarten Schloßkirche Lützschena betete, was Völckner als Zeichen schlechten Gewissens deutete. Im Verlauf des Hexenprozesses wurde Sybille Thebeß mehrmals verhört und gefoltert, aber sie beteuerte stets ihre Unschuld. Letztendlich kam das Gericht zu dem Urteil, dass sie unschuldig sei. Sybille Thebeß wurde freigesprochen und aus der Haft entlassen. Sie lebte danach weiter in Freiroda. Über ihr weiteres Schicksal ist nichts bekannt.

## Werke
- Christianum in Mortis agone Gaudium hoc est Christliche Todten-Frewde ... In Adelicher Leich-Predigt/ bey Christlicher Todten-Sepultur Der ... Frauen Sidonien/ Gebohrnen von Ende/ Des ... Herrn Bernhard von Uchteritz/ auff Lützschena und Modelwitz Erbsaß/ [et]c. hinterlassenen Wolseligen Fraw Wittben; Welche am 20sten Septembris/ dieses lauffenden 1660sten Jahrs ... entschlaffen: Und drauff folgends am Tag Galli/ den 16. Octob. in Ihr Adeliches Todten-Häußlein/ am Gotteshauß zu Lützschena ... beygesetzet und begraben worden (1660); Digitalisat und Volltext in der Deutschen Digitalen Bibliothek
- Glaubwürdiger Bericht von einem vom bösen Feind geplagten & durch Gottes Gnade wieder restituierten Mägdlein zu Freyroda (1660); Digitalisat und Volltext in der Deutschen Digitalen Bibliothek
- Seelen-Artzney Der Weiland Erbarn und Ehren-Tugendsamen Frauen Annen/ Des Ehrenvesten/ Achtbarn ... Herrn Johannis Frölichen ... Rectoris der Schulen zu Borna/ gewesener Hertzgeliebter Hauß-Frauen : Dadurch Sie am 16. Aprilis dieses lauffenden 1653. Jahres/ ihre Seele zur vollkommenen Gesundheit/ und am 19. drauff/ den Leib/ bey Volckreicher Nachfolge/ zur Ruhe gebracht/ auff begehren Aus der Apothecken Göttliches Worts genommen/ und zum Druck abgegeben (1653); Digitalisat und Volltext in der Deutschen Digitalen Bibliothek